# Cephalotes peruviensis
Cephalotes peruviensis är en myrart som beskrevs av De Andrade 1999. Cephalotes peruviensis ingår i släktet Cephalotes och familjen myror. Inga underarter finns listade.